# Gerard Soete
Gérard Soete (Pittem, 29 janvier 1920 - Sint-Kruis, Bruges, 9 juin 2000) était un gendarme belge du temps des colonies, auteur et enseignant. Un an avant sa mort, en 1999, il se fait connaitre comme participant à l'assassinat de Patrice Lumumba.

## Carrière au Congo
Après des études de langues allemandes, Soete s'installe au Congo belge en 1946 et devient membre de la police à Élisabethville, capitale du Katanga. Il termine sa carrière en tant qu'inspecteur général de la police du Katanga. Le 30 juin 1960, le Congo belge devient le Congo indépendant. Soete reste au Katanga lorsque, onze jours après l'indépendance du Congo, l'État du Katanga est déclaré pays indépendant dirigé par le président Moïse Tshombe.

### Meurtre de Lumumba

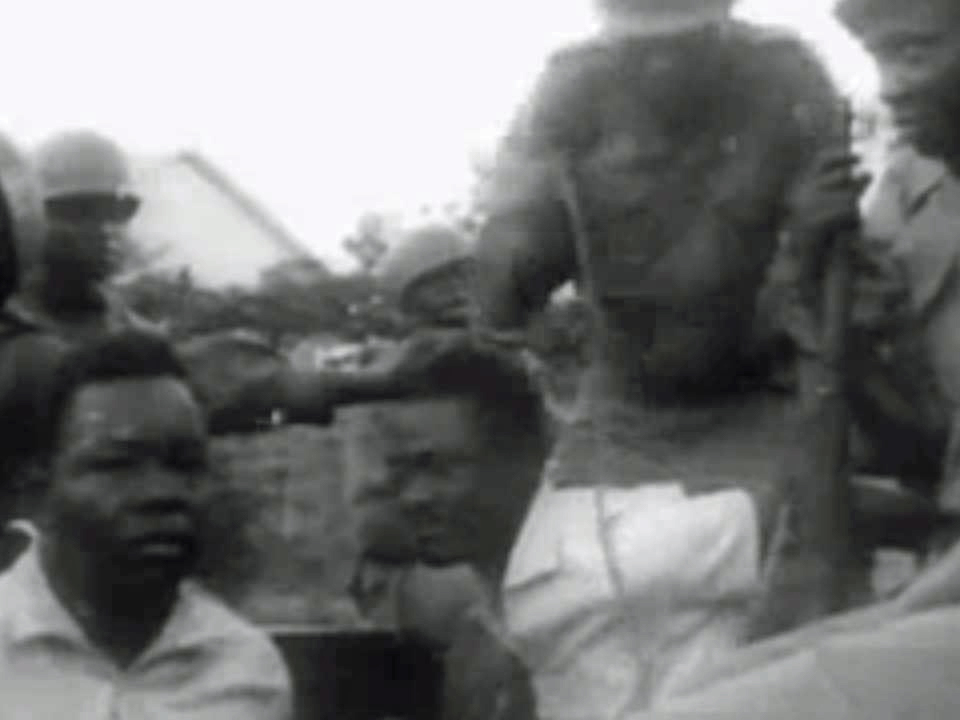
Lumumba avant son transport à Thysville.

Le 28 août 1987, Soete est interviewé par Jacques Brassinne de La Buissière, ancien fonctionnaire du Katanga, qui rédige une thèse de doctorat sur l'assassinat du premier premier ministre du Congo Patrice Lumumba et de ses alliés politiques Maurice Mpolo et Joseph Okito. Jusqu'à l'enquête parlementaire belge sur le meurtre de Lumumba en 2001, la thèse de doctorat restait sous embargo. Bien que Soete n'ait pas été impliqué dans le meurtre de Lumumba, le commissaire de police Frans Verscheure lui a ordonné de se débarrasser des corps. Soete et son frère exhument les dépouilles mortelles et les dissolvent dans de l'acide sulfurique. Lors d'une interview à la télévision allemande, Soete montre plus tard une balle qui a traversé le corps de Lumumba et deux dents qu'il a arrachées.
En 1999, Ludo De Witte publie De moord op Lumumba, traduit par L'assassinat de Lumumba . L'auteur a interrogé Soete, qui a avoué ouvertement qu'il était présent pour exhumer et détruire les corps, et a ajouté qu'il n'avait aucun remords de l'avoir fait.
La publication du livre de De Witte a engendré une crise diplomatique entre la Belgique et le Congo, qui a à son tour déclenché l'enquête parlementaire. Soete a été invité à livrer les dents à l'enquête, mais a affirmé les avoir jetées dans la mer du Nord.
Soete est décédé en 2000. En janvier 2016, une dent censée appartenir au corps de Lumumba a été confisquée dans la maison de Godelieve, la fille de Soete. Quatre ans plus tard, un juge belge a décidé que la Belgique devait restituer la dent. En décembre 2020, le président congolais Félix Tshisekedi déclare que la dent reviendra au Congo en 2021 et que Lumumba recevra un lieu de sépulture approprié. Cette dent, unique reste de la dépouille de Patrice Lumumba, a été restituée à la République Démocratique du Congo le 20 juin 2022 .

## Suite et fin de vie
Soete était resté encore dix ans au Congo, après l'indépendance et a été actif sous le régime de Mobutu Sese Seko. En 1972, il s'installe à Bruges et devient professeur de langues au Collège Saint Léon jusqu'à sa retraite. De plus, il était un écrivain de romans et de non-fiction sur la vie coloniale au Congo. Dans son roman De arena de 1978, il décrit le meurtre de Lumumba dans tous ses détails macabres. Il écrit parfois sous le pseudonyme de Geert Van Puthen. Outre ses romans et livres de non-fiction, il a écrit de nombreux articles qui ont été publiés dans le magazine culturel Kruispunt.
Soete est mort dans sa maison de Sint-Kruis. Selon Godelieve Soete, il a été « exécuté à cause de ce qu'il a fait au Congo à l'époque. Un membre de la Commission Lumumba me l'a littéralement dit un jour." Officiellement, cependant, il est décédé d'un arrêt cardiaque.
Soete est le grand-père de l'animatrice de télévision Julie Van den Steen (nl) .

## Publications

### Livres
- De achterhoede, Bruges, Darthet, 1967 (comme Geert Van Puthen)
- Negropolis, Bruxelles, Reinaert, 1971 (comme Geert Van Puthen)
- De stroom, of handleiding voor een revolutie, Zele, Reinaert, 1976
- Keerverbod, Bruges, Orion, 1976
- De arena: het verhaal van de moord op Lumumba, Bruges, Raaklijn, 1978
- De afrekening, Nimègue, Gottmer, 1980
- Hôtel Roze uren, Brecht, De Roerdomp, 1985
- De grijshemden, Anvers, Standaard, 1988
- De gekke monnik, Louvain, De Clauwaert, 1991 (roman historique sur Hugo Van der Goes).
- Het einde van de grijshemden: onze koloniale politie, Zedelgem, Flandria Nostra, 1993
- Burenpsalm, Zedelgem, Flandria Nostra, 1993

### Articles dansKruispunt
- Décor exotique, 1996, p. 158-161
- Acculturatie, 1997, p. 220-222
- Ongeremde fantasie, 1997, p. 266-268, à propos du roi Kuba
- Op zoek naar onszelf ?, 1998, p. 222-225